# Berdicsiv
Berdicsiv (ukránul Берди́чів, lengyelül Berdyczów, oroszul Бердичев, jiddisül בערדיטשעוו) területi jelentőségű város Ukrajna Zsitomiri területén, a Berdicsivi járás és Berdicsiv városi község székhelye. A településnek 2019-ben 75 439 lakosa volt.

## Általános információk
Berdicsiv a Hnilopjaty (a Teteriv mellékfolyója) mentén fekszik, 44 km-re délre a területi központ Zsitomirtól. A város jelentős vasúti csomópont a Berdicsiv-Zsitomir és a Kozjatin-Sepetyivka vonalak kereszteződésénél. Főúton közvetlen összeköttetéssel rendelkezik Zsitomir, Vinnicja, Ljubar, Hmilnik és Bila Cerkva felé.
A városi önkormányzat területe 3533 ha, amely 7 kerületre oszlik. 266 utcájában 2019. január 1-én 75 439-en laktak.

## Nevének eredete
Berdicsiv nevének eredetére több elmélet is létezik. Az egyik szerint a szláv „berdo” (kőszirt) vagy „berda” (fejsze) szavakból ered; ezért látható ma a város címerében egy csatabárd (valamint egy merkurbot, ami Berdicsiv kereskedelmi múltjára utal). Mások szerint a Berdics személynévből ered, esetleg a berend (ukránul berendics) nomád türk nép nevéből, amely a Kijevi Rusz vazallusaként a térségben élt.

## Története

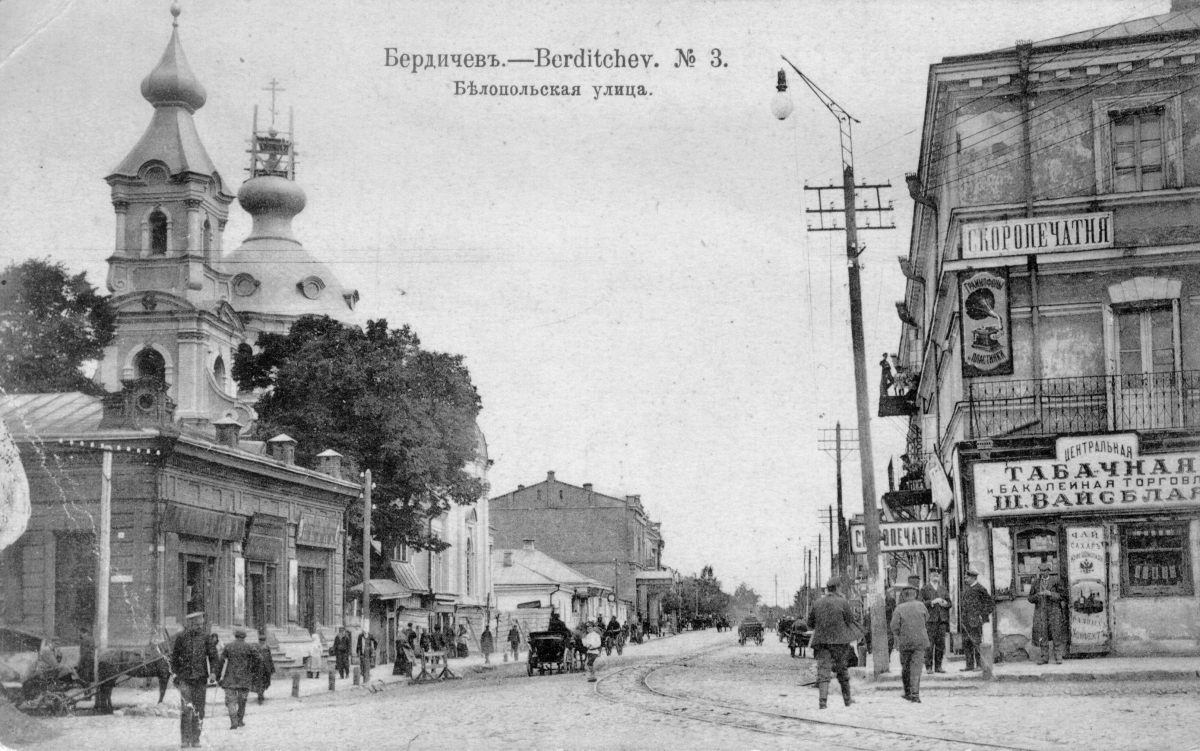
Berdicsivi utcakép (1914-es fotó)

A város területén a régészek a bronzkori csernyahivi kultúra két települését tárták fel az i. e. 2. évezredből.
1430-ban Vytautas litván nagyfejedelem egyik hűbéresének adományozta a mai város területét, aki továbbadta Berdics nevű csatlósának. Ő alapított a helyen egy falut, amelyet aztán Berdicsivnek neveztek. 1483-ban a krími tatárok elpusztították a települést. 1546-ban a Lengyelország és Litvánia közötti határt szabályozó okmány szerint Berdicsiv akkor a dúsgazdag Tyszkiewiczek tulajdonában volt. Az 1569-es lublini unió után Lengyelországhoz került. A 16. század végén Janusz Tyszkiewicz elkezdte egy erőd és egy malom építését, majd 1627-ben karmelita kolostort alapítottak a településen, amely ettől kezdve városnak minősült. 1630-ban a kolostor megkapta az erődöt is, amelyet kis helyőrséggel és néhány ágyúval védelmeztek. Miután Bohdan Hmelnickij és kozákjai fellázadtak a lengyel uralom ellen, egyik kapitánya, Makszim Krivonisz 1648-ban legyőzte a térségben a lengyel nemeseket, elfoglalta Berdicsivet és lerombolta az erődöt és a kolostort. A városka a kozákok kijevi ezredének ellenőrzése alá került. A lengyel nemesek és a szerzetesek 1663-ban visszatértek, de a helybeliek ellenségesen fogadták őket, ezért a karmeliták egy időre ismét távoztak. Az 1667-es andruszovói orosz-lengyel fegyverszünetet követően Berdicsiv visszakerült Lengyelországhoz. A jobbágyság visszaállítása feldühítette a parasztokat, akik a népszerű Szemen Palij kozák kapitány támogatásával 1702-ben fellázadtak. Palij és Szamijlo Szamusz 1703-ban Berdicsiv mellett megverte a lengyeleket.
Janusz Tyszkiewicz örökösei és a karmeliták 1717-ig pereskedtek az erőd tulajdonjogáért, amelyet végül az utóbbiak nyertek el. A szerzetesek megerősítették a falakat és ágyúkat vásároltak. 1739–1754 között székesegyházat építettek és Berdicsiv a nyugat-ukrajnai katolikus térítés egyik központjává vált. Ennek elősegítésére iskolát és nyomdát alapítottak. A 18. század közepén Mikołaj Faustyn Radziwiłł lett a város hűbérura. 1748-ban felesége templomot építtetett a városban (a mai Szt. Miklós-székesegyház helyén). A Radziwiłłek mintegy 8700 ha földbirtokkal rendelkeztek Berdicsivben, jobbágyaik heti két nap robottal tartoztak nekik. Az elkeseredett parasztok közül sokan a hajdamákok közé álltak, akik közül 1750-ben 120-an megtámadták a várost és megöltek néhány nemest.

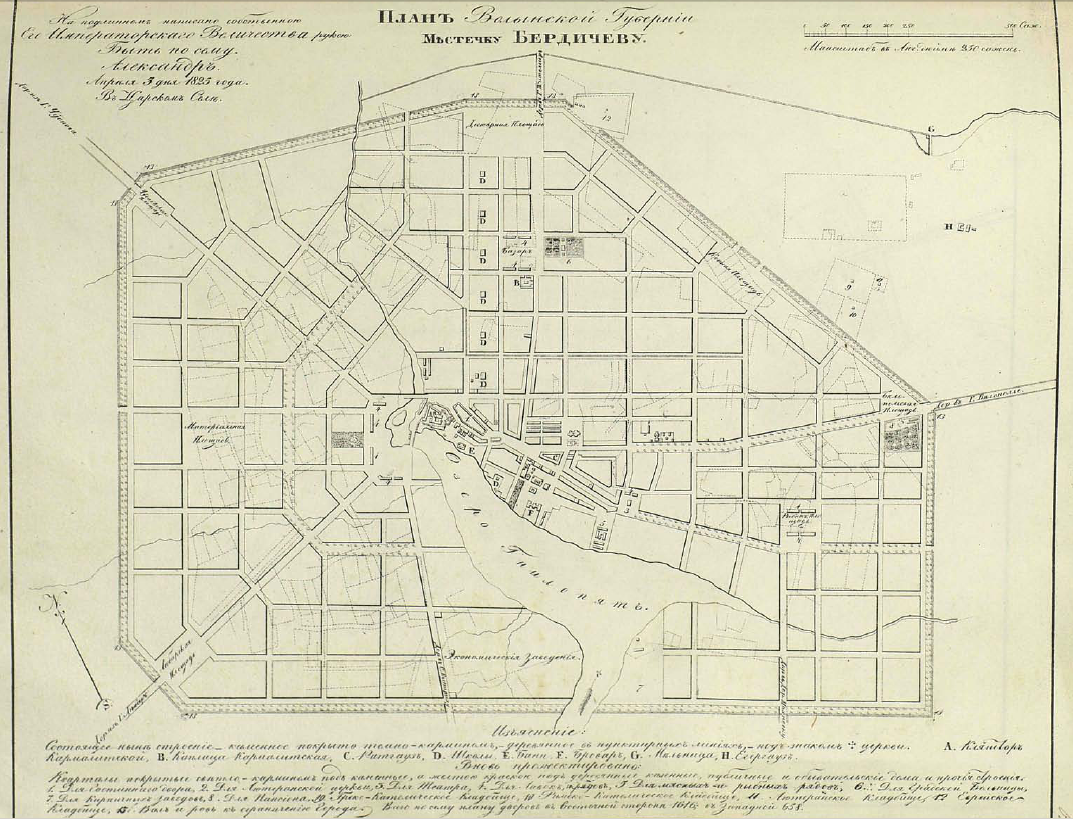
Berdicsiv térképe 1825-ből

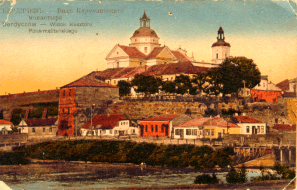
A karmelita kolostor (1910-es évek)

1793-ban Lengyelország második felosztásakor Berdicsiv Oroszországhoz került. 1798-ban 864 házat és 4820 lakost számláltak össze. A 19. században fejlődésnek indult az ipar, két selyemkészítő üzemet, egy bőrgyárat, egy téglagyárat, egy sörgyárat és két malmot alapítottak. 1846-ra lakossága 41 ezerre növekedett, 1846-ban járási központtá léptették elő. Gyorsan fejlődött az ipar, 1860-ra több mint 4000 szakmunkás dolgozott Berdicsivben, közülük 647 takács. Jelentős volt a kereskedelem, amit az is elősegített, hogy a város az Oroszországot Nyugat-Európával összekötő utak mentén feküdt. Már 1765-ben engedélyezték évi tíz vásár megtartását, ahová külföldről is számos kereskedő érkezett. A vásárok éves forgalma meghaladta a 20 millió aranyrubelt, emiatt 1800 után a város gyorsan gyarapodó banki központtá is vált. A 19. század közepétől azonban a kereskedelem egyre inkább a tenger felé tolódott és a bankok inkább Odesszába költöztek. Ekkor Berdicsiv lakosai számát tekintve (akik 93%-a – 46 ezer az 51 ezerből 1863-ban – ekkor már zsidó volt) ötödik volt Ukrajnában.
Az ipar fejlődésének további lendületet adott a jobbágyrendszer 1861-es eltörlése, majd a vasútvonalak kiépítése: 1870-ben kapcsolatot teremtettek Kozjatinnal, valamivel később Sepetyivkával, 1896-ban pedig Zsitomirral. 1872-ben 25 gyárat számláltak össze a városban, négy évvel később pedig itt alapították Ukrajna egyik legnagyobb bőrgyárát. 1892-ben személyszállító lóvasútrendszer kezdte meg a működését.
Az első világháborúban az 1917. júliusi Kerenszkij-offenzíva összeomlása után a Délnyugati Front parancsnoksága Berdicsivbe húzódott vissza. A Kornyilov-lázadás bukása után Kerenszkij miniszterelnök elrendelte a front parancsnokainak letartóztatását és Kropotkin herceget a városi börtönben tartották fogva. Ebben az évben a városparancsnok az a Pavlo Szkoropadszkij volt, akiből a következő évben a rövid életű antibolsevista Ukrán Állam hetmanja lett.
Az októberi forradalom után Berdicsivben is megalakultak a munkástanácsok (szovjetek), a front parancsnoksága azonban nem ismerte el a őket. 1917. december 2-án a Szkoropadszkij vezette katonák az Ukrán Népköztársaság nevében átvették a hatalmat. 1919 során súlyos harcok (különösen március-áprilisban) folytak a moszkvai bolsevik kormány csapatai és a Népköztársaság erői között és Berdicsiv többször is gazdát cserélt. Októberben bevezették a szovjethatalmat, de 1920 júniusában az egyesült ukrán-lengyel csapatok kiűzték a bolsevikokat. A berdicsivi vasútállomáson találkozott egymással Szimon Petljura, az UNK főatamánja és Józef Piłsudski lengyel marsall. A város 1920 október-novemberében ismét a frontvonalba került. A háborút 1921 márciusában a rigai béke zárta le, amivel Berdicsiv a Szovjetunió része lett.
1923-ban Berdicsiv a hasonló nevű járás és körzet székhelye lett; utóbbit 1937-ben a Zsitomiri területhez szervezték át. 1932–33-ban az ukrajnai éhínség a várost is érintette. A pártbizottság kénytelen volt jelentősen csökkenteni a kenyérellátást; sokan csak a feketepiacról jutottak kenyérhez. Az üzemek orvosai rendszeresen találkoztak alultápláltság okozta felfúvódással, gyengeséggel, mindennaposak voltak az eszméletvesztések. Több haláleset is előfordult, az árvaházbeli gyerekek száma pedig 60-ról 100-ra nőtt. Szigorúan titkos jelzéssel kannibalizmus esetét is jelentették a területi központnak. A népszámlálás adatai alapján az éhínség miatt (közvetlenül vagy közvetve) 2–5 ezren halhattak meg Berdicsivben.
A második világháborúban a németek 1941. július 8-án foglalták el a várost, heves harcok után. Mivel a lakosság többsége zsidó volt, hamarosan elkezdődtek a tömeges kivégzések: összesen 38 536 lakost gyilkoltak meg. A szovjet I. Ukrán Front 1944. január 5-én foglalta vissza Berdicsivet.

## Gazdaság

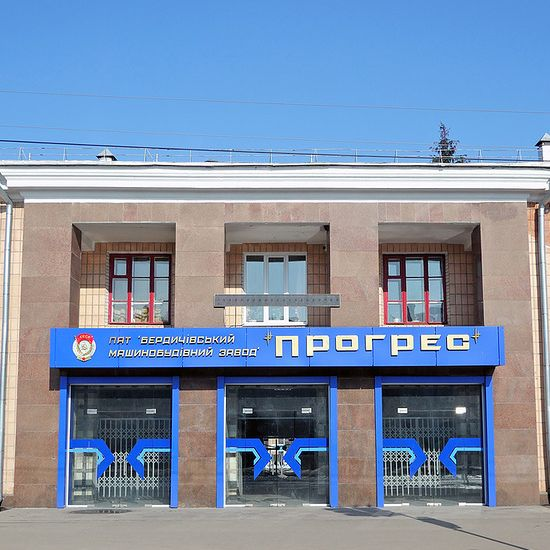
A Prohresz gépgyár üzeme

A városban 27 üzem működik. Az ipar főbb ágai az élelmiszer- és könnyűipar, készruha-, kesztyű és cipőkészítés, faipar, gépgyártás és fémfeldolgozás.
A legnagyobb vállalatok közé tartozik a Prohresz berdicsivi gépgyártó üzem (vegyipari és általános gépek), a Beversz szerszámgépgyár, a Berdicsivi bőrgyár, a ruhagyár, a Három Medve élelmiszerüzem és a Berdicsivi Sörgyár. Mintegy hétezren dolgoznak egyéni vállalkozóként. A városban 13 bankfiók, 12 benzinkút és 11 gyógyszertár található.

## Oktatás és kultúra
Berdicsivben három főiskola: a műszaki, pedagógiai és egészségügyi főiskola (ún. kolledzs) működik. Ezenkívül egy szakközépiskola és egy építőipari líceum várja a tanulókat. A 15 általános és középiskolában 13 ezren, az óvodákban 2500-an tanulnak. Az erre kijelölt iskolákban lehetőség van a helyi kisebbségek – lengyel és zsidó – nyelvének elsajátítására.
Három jelentősebb múzeum várja a látogatókat: a 2015-ben alapított várostörténeti múzeum, a zsidó múzeum és a berdicsivi 117. gárdaezred múzeuma. Négy helyi újságot adnak ki, ezek a Zemlja Berdicsivszka (Земля Бердичівська), az RIO-Berdicsiv (РІО-Бердичів), a Berdicsivszkij pogljad (Бердичівський погляд), és a Nas Berdicsiv (Наш Бердичів). Rendszeresen megrendezik a lengyel és a zsidó kultúra napját.
A városban 15 ma is működő templom (beleértve a 3 zsinagógát) található.
A sportolni vágyók igényeit két stadion, egy uszoda és egy ifjúsági sportiskola elégíti ki. Összesen 18 sportágnak van szakosztálya Berdicsivben.

## Látnivalók
Berdicsivben 92 műemléket tartanak nyilván. Közülük 25 történelmi épület tanúskodik a város kulturális múltjáról.
Közülük a legjelentősebb a fallal és tornyokkal megerődített karmelita kolostor és temploma. A kolostort 1627-ben alapította Janusz Tyszkiewicz, Kijev akkori kormányzója.
Történelmi jelentőséggel bír az 1759–1781 között épített Szt. Borbála-templom. Itt kötött házasságot 1850-ben Honoré de Balzac híres francia író és a lengyel Ewelina Hańska.
A pravoszláv Szt. Miklós-székesegyház 1908-ban épült neobarokk stílusban.

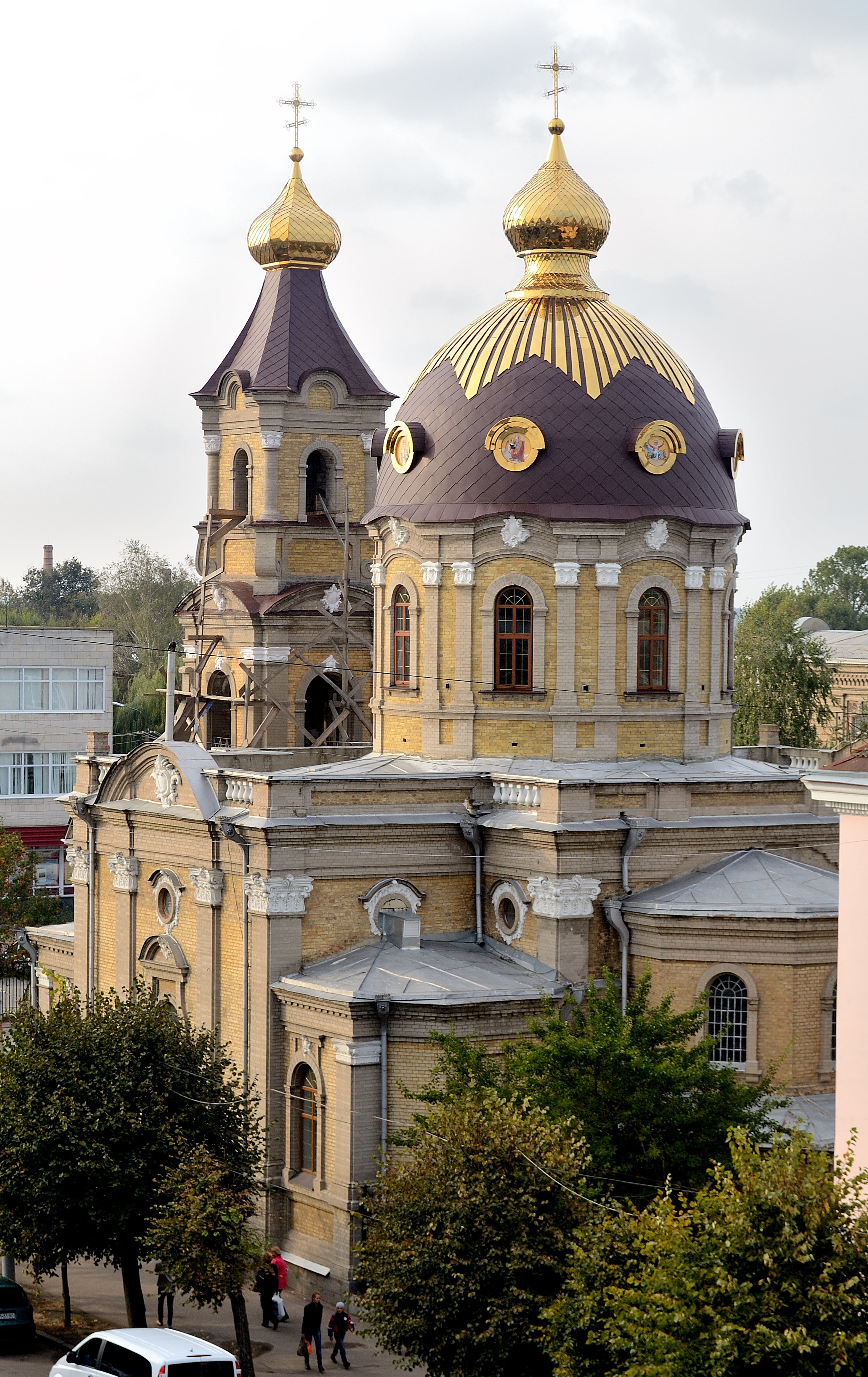
A Szt. Miklós-székesegyház
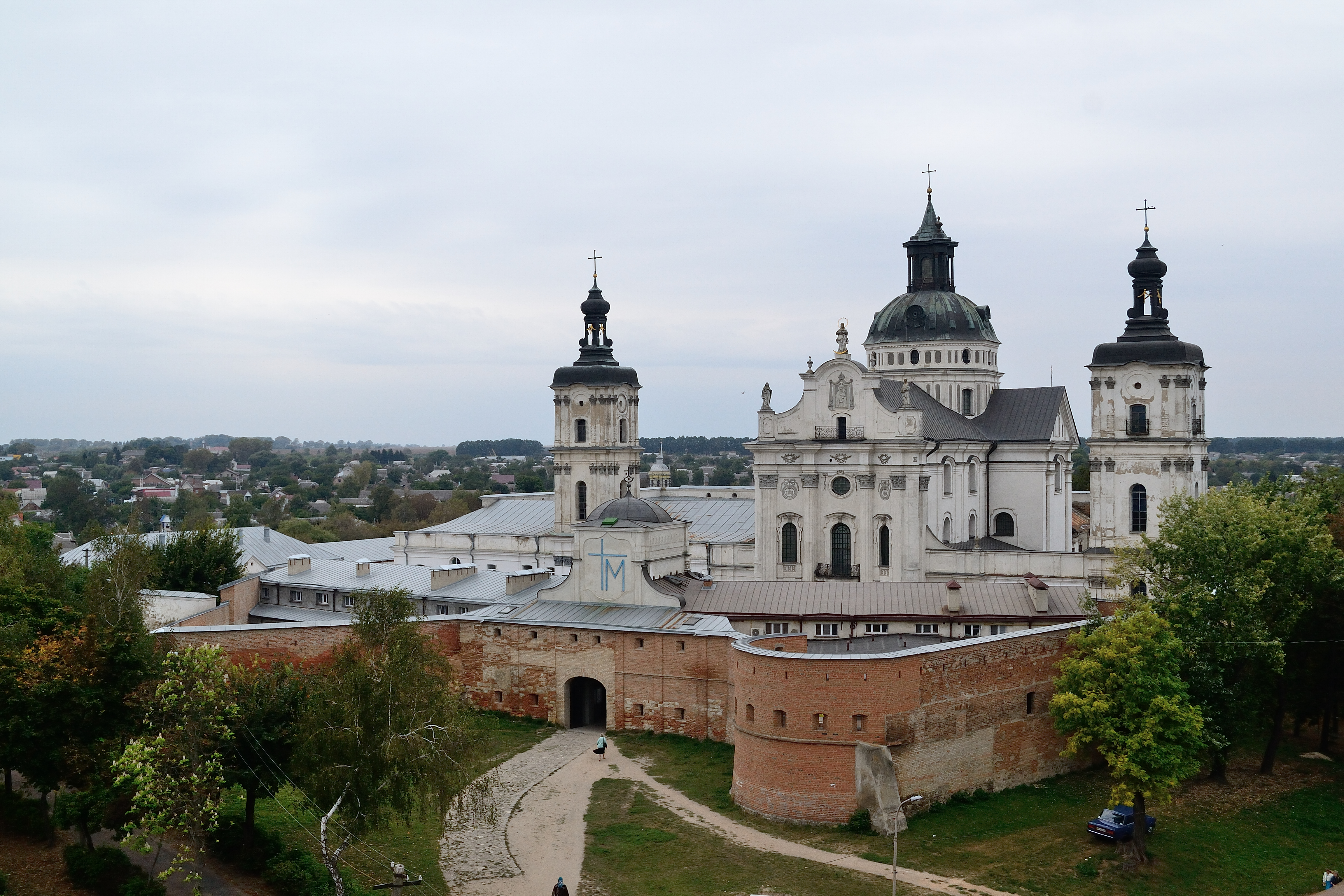
A karmelita kolostor
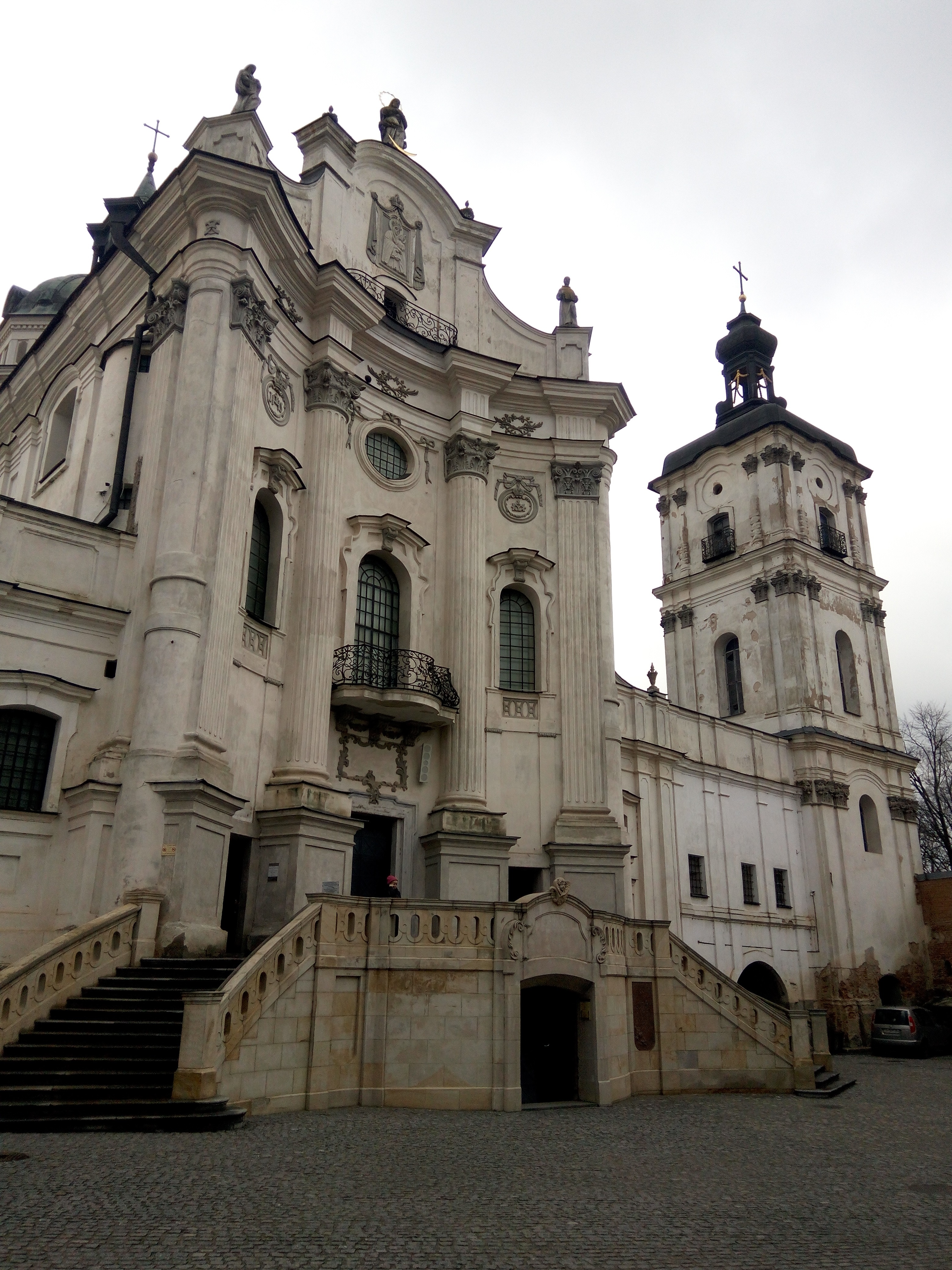
A Szűz Mária-templom a kolostorban
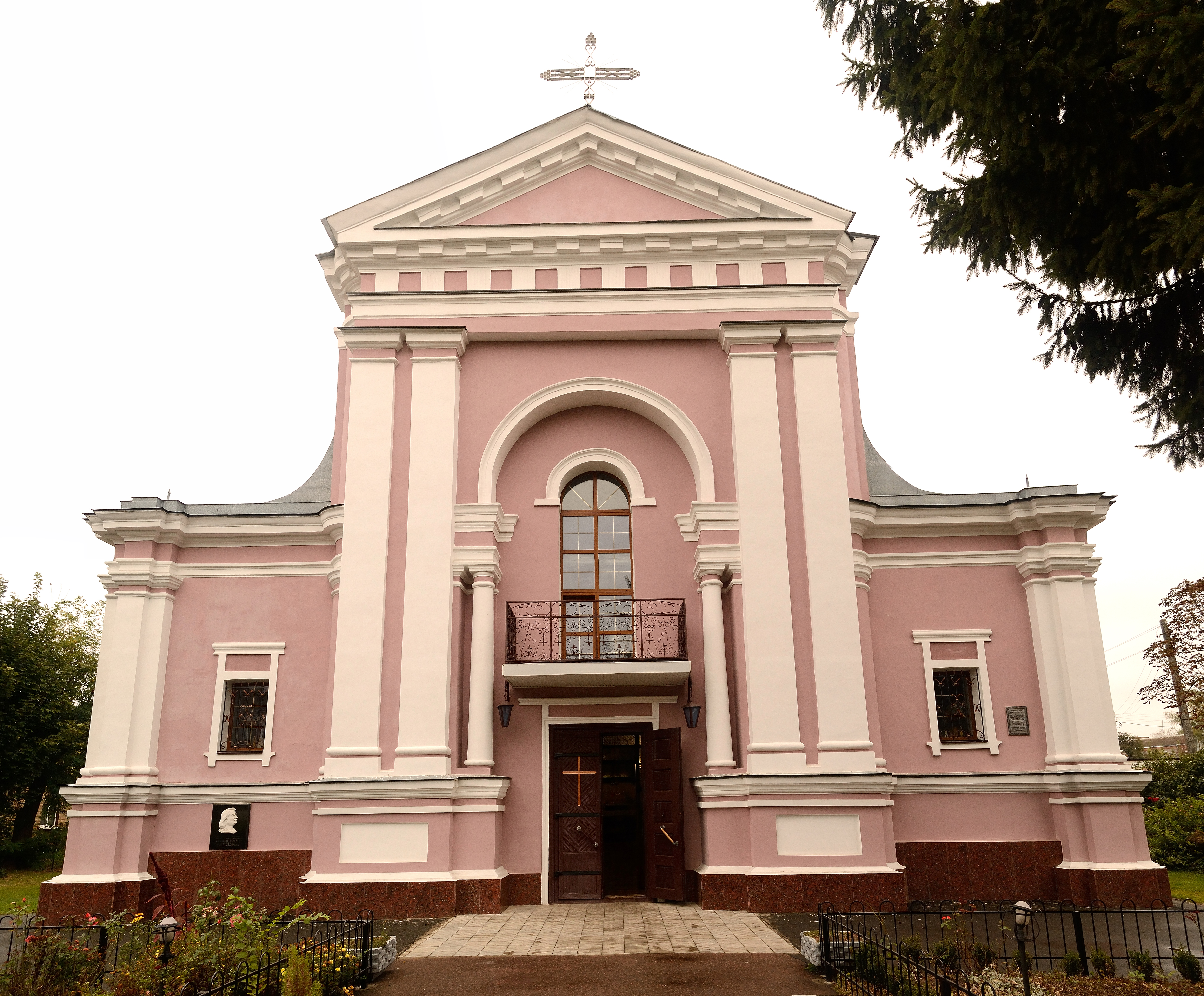
A Szt. Borbála-templom
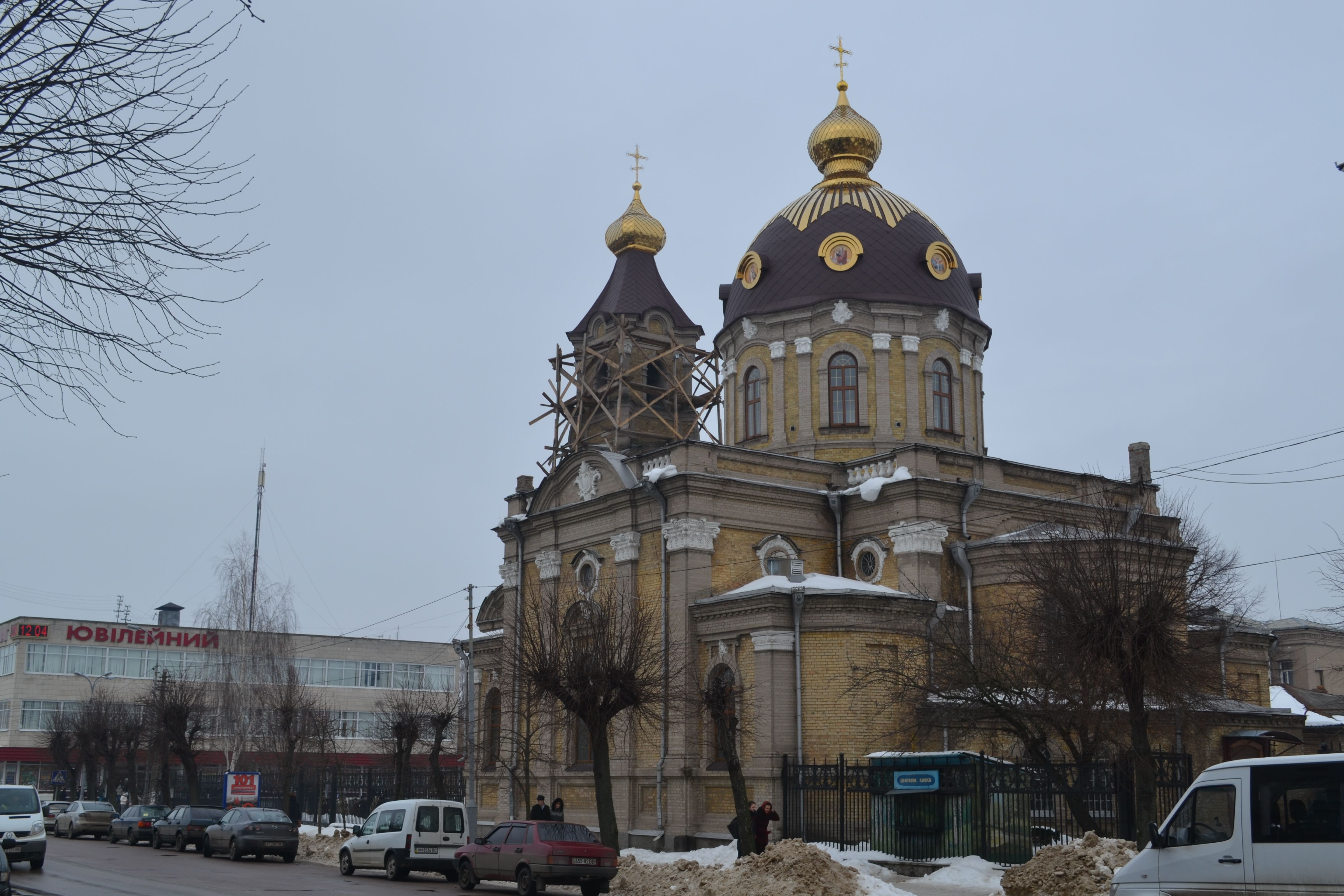
A pravoszláv Szentháromság-templom

## Lakosság
A város népességének változása:
|           | 1926   | 1939   | 1959   | 2001   |
| ukránok   | 26,4 % | 42,1 % | 56,2 % | 84,8 % |
| oroszok   | 8,1 %  | 8,7 %  | 18,6 % | ≈9,5 % |
| lengyelek | 8,5 %  | 10,1 % | 11,7 % | ≈5,0 % |
| zsidók    | 55,5 % | 37,5 % | 11,8 % | ≈0,5 % |

A lakosság megoszlása anyanyelv szerint:
| ukrán   | orosz   |
| ------- | ------- |
| 88,96 % | 10,59 % |

### A berdicsivi zsidók

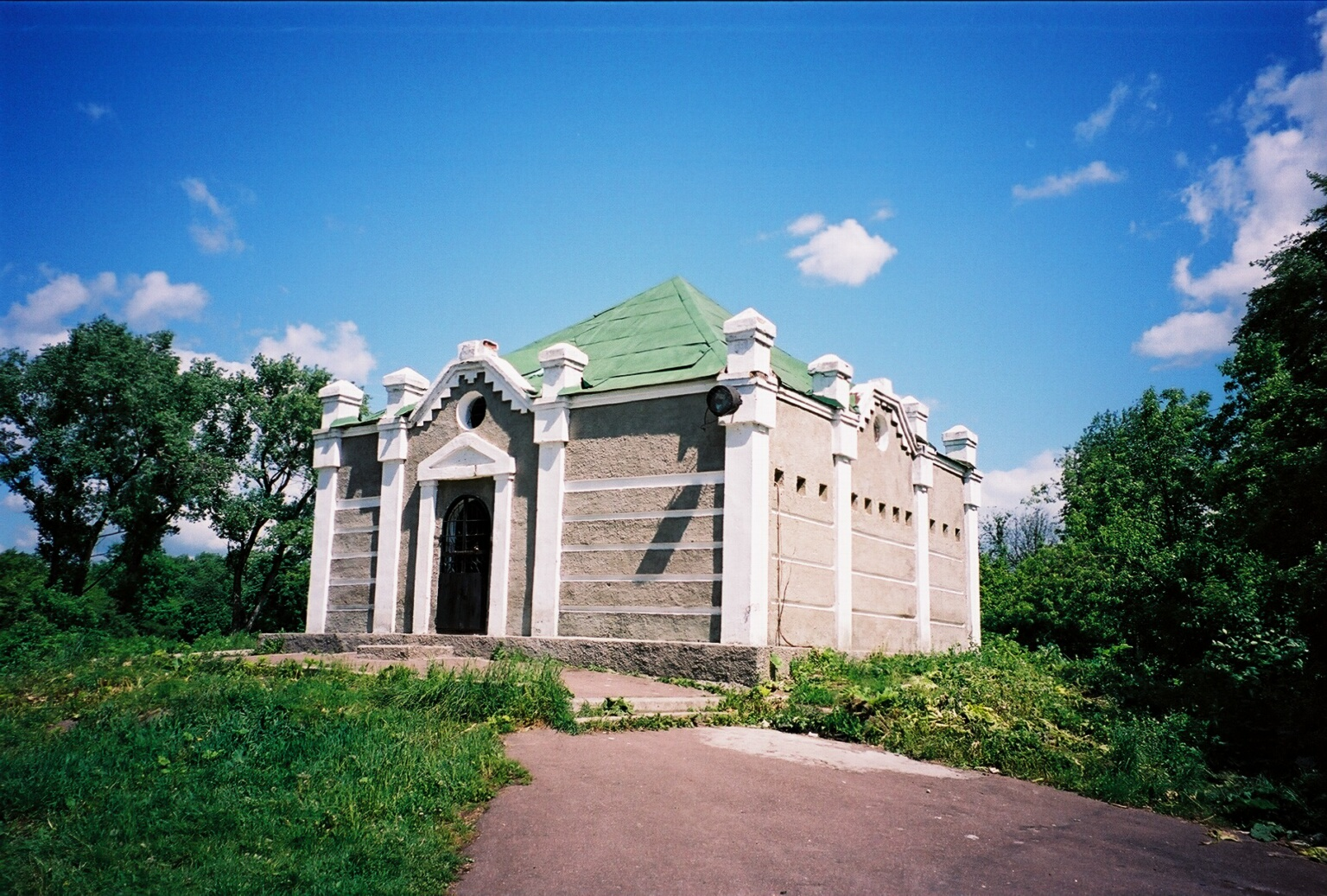
Lévi Yitzchak sírja

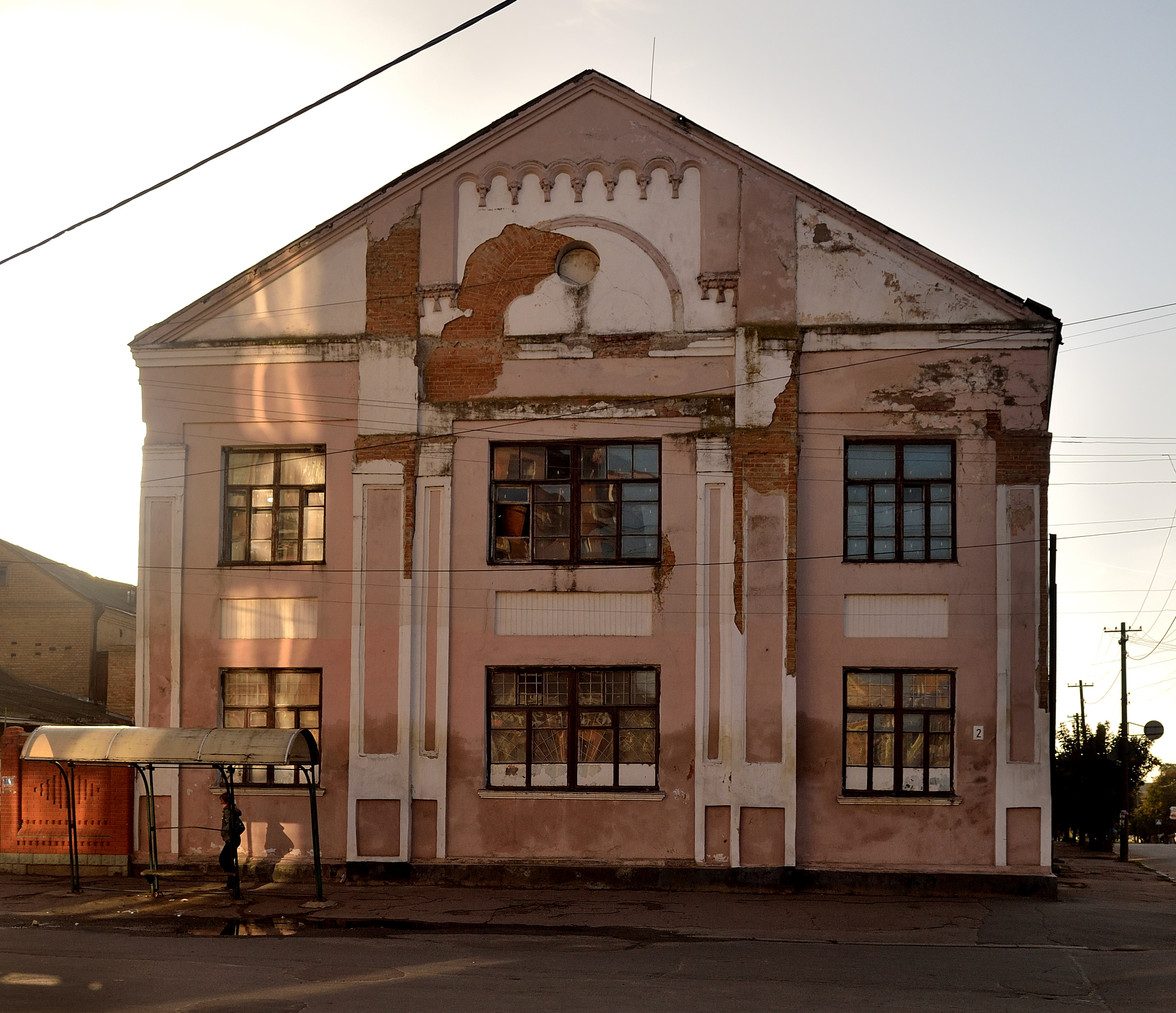
Textilgyárrá átalakított zsinagóga

Az 1789-es népszámlálás szerint a város népességének 75%-át (1951-en a 2640-ből) tették ki a zsidók. Valamivel később Radziwill herceg hét zsidó családnak monopóliumot adott a textilkereskedelemre. A berdicsivi zsidók voltak a vezetői a legtöbb kereskedőtársaságnak és banknak és többnyire ők bérelték a lengyel mágnások földjeit. A városnak több mint 70 zsinagógája és midrasa (iskolája) volt. A 18. század végétől megerősödött a haszidizmus, amely számos konfliktust okozott a többi vallási irányzattal. Az 1820-as években megalakult a haszkala (zsidó felvilágosodási mozgalom) követőinak csoportja. 1861-re a berdicsivi zsidó közösség az egész orosz birodalomban a második legnagyobbá nőtte ki magát. A 20. század elejének eseményei azonban erős kivándorlási hullámot indítottak el és a zsidók aránya fokozatosan csökkenni kezdett. Az 1920-as években a szovjet hatóságok bezárták a legtöbb zsinagógát, de a városban hivatalos nyelvként fogadták el a jiddist és bírósági tárgyalásokon is használták. A második világháborúban aztán a németek gyakorlatilag kiirtották a közösség helyben maradó részét. Az 1980-as évek közepétől némileg újjáéledt a zsidó kulturális élet. Ma 3 zsinagóga működik Berdicsivben és számos intézmény és rendezvény emlékezik a történelmi örökségre. Csak Lévi Yitzchak, híres hászid rabbi sírjához több mint 3000 zarándok érkezik évente.
A berdicsivi zsidó lakosság változása:
- 1789 — 1951 (73,9 %)
- 1860 — 50 399 (92,6 %)
- 1867 — 52 563 (79,2 %)
- 1897 — 41 125 (77,1 %)
- 1926 — 30 812 (55,5 %)
- 1939 — 23 266 (37,5 %)
- 1959 — 6300 (11,8 %)
- 1970 — 5700 (8,0 %)
- 1979 — 4600 (5,6 %)
- 1989 — ≈ 3000 (3,3 %)
- 2001 — ≈ 800 (1,0 %)

## Híres berdicsiviek
- Yitzhak Berman (1913–2013) izraeli politikus, energiaügyi miniszter
- Joseph Conrad (1857–1924) angliai író
- Polina Volodimirivna Helman (1919–2005) pilótanő, a második világháborús Éjszakai Boszorkányok csoport tagja
- Vaszilij Szemjonovics Grosszman (1905–1964) író
- Jurij Olakszandrovics Krimarenko (1983 –) világbajnok magasugró
- Vszevolod Zinovijovics Nesztajko (1930–2014) író

## Testvérvárosok
- Siedlce (Lengyelország)
- Jawor (Lengyelország)
- Wołów (Lengyelország)

## Fordítás
- Ez a szócikk részben vagy egészben  a(z)   Бердичів című ukrán Wikipédia-szócikk ezen változatának fordításán alapul.  Az eredeti cikk szerkesztőit annak laptörténete sorolja fel. Ez a jelzés csupán a megfogalmazás eredetét és a szerzői jogokat jelzi, nem szolgál a cikkben szereplő információk forrásmegjelöléseként.